# وادي المالح (منطقة)
وهي منطقة تابعة للواء الأغوار الشمالية في الضفة الغربية المحتلة، تبعد 15 كم تقريبًا عن مدينة طوباس، تشمل المنطقة «وادي المالح» الجاري، وتشمل عدد من التجمعات والخرب الفلسطينية وهي: خربة الفارسية، عين حلوة، حمامات المالح، خربة سمرا، خربة الحمة، خربة مكحول، البرج وخربة حمير.

## التسمية
تعود التسمية على اسم واد المالح، ويُطلق على المنطقة أسماء أخرى مثل تجمع المالح

## المساحة
تبلغ مساحة أراضيها 3700 دونم تعود ملكيتها للبطريركية اللاتينية.

## لمحة تاريخية
يقع وادي المالح في منطقة الأغوار الفلسطينية التابعة لقضاء بيسان حسب التقسيم الإداري لفلسطين قبل الاستعمار والاحتلال الصهيوني لها عام 1948، على مقربة من الطريق التاريخية التي تربط بلاد الشام بخليج العقبة.
تميّز وادي المالح بالحمام التركي القديم المعروف ب«حمامات عين المالح التاريخية» الذي كان ينزل به الرحالة والحجاج والمسافرين العابرين ما بين بلاد الشام والجزيرة العربية ومصر، ليستريحوا في مياهه الدافئة المتدفقة من الأرض. تم ردم عين الماء في الحمام على يد قوات الاستعمار الصهيوني بعد حرب عام 1967. أما اليوم فيأوي ما تبقى منه عددًا من العائلات الرعيان من برد الشتاء.

## السكان
يسكن وادي المالح وتجمعاته عدد من السكان الأصليين الفلسطينيين من مدينة طوباس، بالإضافة لعدد من البدو من جبال جنوب الخليل وبيت لحم. يقطن الوادي قرابة ال1500 نسمة، يعتاش معظمهم من تربية المواشي.

## المغتصبات الصهيونية في وادي المالح
المستوطنات على أراضي وادي المالح: مستوطنة مخولا، مستوطنة شدموت مخولا، مستوطنة روتم، مستوطنة مسكيوت، مستوطنة حمدات، مستوطنة روعي، مستوطنة بكاعوت، معسكر ناحال، معسكر سمرا، ومعسكر بيلس. التي أقيمت جميعها بعد وخلال تدمير 26 قرية في الأغوار الشمالية بعد حرب 1967.

## انتهاكات الاستعمار الصهيوني

### المستوطنات
يعاني سكان من غرس المستوطنات على أراضيهم مثل مستوطنة ميخولا القائمة على أراضي قرية الفارسية. ويمارس المستوطنون العديد من الانتهاكات ضد الأهالي مثل اطلاق النار على الماشية وسرقة المياه.

### الهدم
يعاني سكان وادي المالح من عدد من سياسات التهجير القسري منها منع استصدار تصاريح للبناء واصدار أوامر لهدم الخيام التي يسكنونها، على سبيل المثال أصدر الاحتلال 470 أمر هدم خلال عام 2013 لـ 750 منشأة من حظيرة حيوانات، بركس غنم، بيت من نايلون أو زنكو. تعاني 450 عائلة حاليًا من أخطار الهدم والتهجير.

### التدريبات العسكرية
70% من أراضي المالح مستخمة للتدريب العسكري خمس أيام في الأسبوع وما تبقى فيُصنّف على أنه محمية طبيعية. هجّرت سلطات الاستعمار خلال عام 2013 نحو 240 شخصاً من منطقة المالح لإجراء تدريبات عسكرية، فيما اصيب 12 مواطناً برصاص جيش الاحتلال اثناء التدريبات العسكرية أو آثار التدريبات وما يخلفه الجيش من ورائهم.

### شح الخدمات ونقص المياه
تعاني منطقة المالح من شح الخدمات الصحية والتعليمية ونقص شديد في المياه فيسيطر المستوطنون والشركات الإسرائيلية على حوالي 55%-60% من مياه وادي المالح، و85% من مياه الأغوار الشمالية تتحكم فيها شركة المياه الإسرائيلية «مكوروت» وتبيعها للفلسطيني بمبالغ باهظة تصل إلى 150 شيكل للخزان الواحد (3 كوب) إلّا أن سلطات الاستعمار تقوم بأغلاق عشرات فتحات المياه وتدمير مئات الامتار من خطوط المياه لهذه الخزانات بأدعاء انها غير مرخصة في مناطق خاضعه للسيطرة الامنية الإسرائيلية. 
تمنع سلطات الاستعمار الإسرائيلي عن الفلسطينيين حفر آبار المياه فيما يعتمد العدد من سكان المنطقة على الزراعة المروية كمصدر رزق أساسي، بينما تقوم شركة «ميكروت» موزع المياه الإسرائيلي في الضفة الغربية بحفر الابار التي يصل بعضها إلى عمق 100 متر بغية تزويد المستوطنات والمزارع التابعه لها بالمياه طوال العام، وقد أدت هذه السياسة إلى تجفيف عشرات الآبار والينابيع المنتشرة في المنطقة بفعل هذه الآبار العميقه يذكر أن عدد الابار الموجودة في الاغوار الشمالية هو 10 آبار والذي يعمل منها هو بئر واحد فقط.